# Ed Greenwood
Pour les articles homonymes, voir Greenwood.
Œuvres principales
- Univers des Royaumes oubliés

 (juin 2024).
Si vous disposez d'ouvrages ou d'articles de référence ou si vous connaissez des sites web de qualité traitant du thème abordé ici, merci de compléter l'article en donnant les références utiles à sa vérifiabilité et en les liant à la section « Notes et références ».
Ed Greenwood, né le 21 juillet 1959 à Toronto, est un bibliothécaire et écrivain canadien qui a créé l'univers des Royaumes oubliés, un décor de campagne pour Donjons et Dragons.

## Biographie
À partir de 1975, Greenwood et ses amis jouent une campagne de jeu de rôle créé par leur soin. En 1979, il commence à travailler pour Dragon Magazine et y publie des éléments de son univers à partir du numéro 30. Plus tard, en 1986, TSR charge Jeff Grubb d'inventer un nouvel univers capable de compléter ou remplacer Lancedragon. Amenés à travailler ensemble, Ed Greenwood et Jeff Grubb écrivent ensemble le Forgotten Realms Campaign Boxed Set en 1987 pour TSR. Le monde inventé sur les bases de cette campagne est un véritable succès, et est utilisé à nouveau dans de nombreuses autres apparitions des Royaumes oubliés dans l'univers D&D. Le personnage des Royaumes favori (et aussi le plus ancien) d'Ed Greenwood est l'archimage Elminster, qu'il dépeint (à la demande de TSR) durant de nombreuses années aux diverses conventions et en tant que participant à la campagne RPGA's Living City (un jeu de rôle grandeur nature américain).
Depuis l'apparition des Royaumes oubliés, Greenwood publie de nombreux romans dans l'univers des Royaumes oubliés. Il conserve certains droits sur sa création, mais reste essentiellement un auteur indépendant.

## Œuvres
- La séquence de Shandril (couverture de Jon Sullivan)
  - Magefeu (1988)
  - La Couronne de Feu (1994)
  - Hand of Fire (2002)
- La séquence d'Elminster
  - Elminster : La Jeunesse d'un mage (1994) (couverture de Jeff Easley)
  - Elminster à Myth Drannor (1997) (couverture de Ciruelo Cabral)
  - La Tentation d'Elminster (1998) (couverture de Todd Lockwood)
  - La Damnation d'Elminster (2001) (couverture de Matthew Stawicki)
  - La Fille d'Elminster, Milady, 2011 ((en) Elminster's Daughter, 2004) (couverture de Jean Pierre Targete)
- La trilogie des Ombres (couvertures de Fred Fields)
  - Les Ombres de l'Apocalypse (1995)
  - Le Manteau des Ombres (1995)
  - ...et les Ombres s'enfuirent (1995)
- La séquence du Cormyr
  - Cormyr (1996)
  - Death of the Dragon (2000)
- Les Ménestrels
  - Stormlight (1996)
- La séquence du Double Diamant
  - Les Mercenaires (1998)
  - Le Diamant (1998)
- Sembie
  - The Burning Chalice - The Halls of Stormweather: A Novel In Seven Parts (2000)
- Histoire des Sept Sœurs (1999)
- La Séquence des chevaliers de Myth Drannor
  - Les Épées de Soiréetoile, Milady, 2011
  - Les Épées du Dragon de Feu, Milady, 2011
  - L'Épée qui ne dort jamais, Milady, 2011
- Le Sage de Valombre
  - Elminster doit mourir, Milady, 2011 ((en) Elminster Must Die!, 2010)
  - Bury Elminster Deep (August 2011)
  - Elminster Enraged (August 2012)
- The Sundering
  - The Herald (2013)

### Anthologies de nouvelles
- Elminster at the Mage Fair - Realms of Valor (1993)
- So High A Price - Realms of Infamy (1994)
- The Eye of the Dragon - Realms of Magic (1995)
- A Slow Day In Skullport - Realms of the Underdark (1996)
- The Whispering Crown - Realms of the Arcane (1997)
- The Place Where Guards Snore at their Posts - Realms of the Deep (2000)
- When Shadows Come Seeking A Throne - Realms of Shadow (2002)

### Romans hors Royaumes oubliés
Il a également écrit d'autres romans en dehors des Royaumes oubliés, comme des nouvelles de Clan des Quatre, qui débuta avec Le pays sans roi.

## Autres activités
Il a publié en tant que journaliste plus de deux-cents articles pour les magazines Dragon magazine et Polyhedron Newszine. C'est également un membre de Role Playing Game Association (RPGA) network, il a écrit une trentaine de livres et modules pour TSR, et été un membre d'honneur de la GCGF plusieurs fois.
Il a aussi contribué à la création de la plupart des accessoires de jeu des Royaumes oubliés, écrit une grande partie du Guide de Volo et continue de développer sa propre campagne de jeu. Il écrit régulièrement des articles pour le site web de Wizards of the Coast. 
En plus de toutes ces activités, Ed Greenwood travaille en tant que bibliothécaire et a édité une douzaine de petits magazines. Quand il n’apparaît pas aux salons et expositions, il vit sur une petite ferme en Ontario.